# Stulen kärlek (2019)
Stulen kärlek är en svensk buskis-fars från 2019 av Stefan & Krister på Vallarnas friluftsteater i Falkenberg.
Stulen kärlek från 2019 är en nyuppsättning av Stulen kärlek från 2004 på Lisebergsteatern i Göteborg. Mikael Riesebeck upprepade sin roll som inbrottstjuven Bosse Bengtsson. Den annars, sedan 2011, pensionerade Krister Classon medverkade som manusförfattare och återförenades således med Stefan Gerhardsson till duons 40-årsjubileum.

## Handling
Den godhjärtade, men naive inbrottstjuven Bosse (Mikael Riesebeck), har som mål att stjäla en mycket värdefull staty hos det rika, men spänningslösa paret Berit och Evald (Anna Carlsson och Mikael Ahlberg).
Väl på plats inne i huset stöter Bosse på patrull, inte bara av paret som bor där, utan även av nyfikne försäkringsmannen Jerker Sjövander (Jojje Jönsson), som är ditringd av Evald för en värdering av statyn.
Vad Bosse inte vet, men snabbt blir varse om, är att försäkringsmannen gärna agerar fritidspsykolog när tillfället ges. Det nyinflyttade grannparet Eva och Adam (Siw Carlsson och Stefan Gerhardsson), som enträget väntar på sin flyttbil, tycks aldrig dyka upp. Detta leder till att de ränner in och ut ur huset, tills förväxlingarna är maximala.

## Rollista
| Jojje Jönsson      | – Jerker Sjövander    |
| Siw Carlsson       | – Eva Persson         |
| Stefan Gerhardsson | – Adam Persson        |
| Mikael Riesebeck   | – Bosse Bengtsson     |
| Anna Carlsson      | – Berit Eriksson Blom |
| Mikael Ahlberg     | – Evald Eriksson Blom |

## Trivia
- Karin Bergquist ersatte Anna Carlsson i rollen som Berit i några föreställningar.
- Pär Nymark ersatte Jojje Jönsson i rollen som Jerker i några föreställningar.
- Annika Andersson ersatte Siw Carlsson i rollen som Eva i några föreställningar.